# Jeroen Van Dyck
Jeroen Van Dyck (Herentals, 11 juni 1979) is een Belgische acteur.
Van Dyck studeerde in 2002 af aan het Herman Teirlinck Instituut (afdeling kleinkunst).
Hij speelde Frederik - Fré - Van Rooy in Het eiland en Ruben Lenaerts in De Smaak van De Keyser. Daarnaast had hij een gastrol in Zone Stad. Hij speelde mee in de kortfilms De Twijfelaar en The Sunflyers en in de film Suspect van Guy Lee Thys. Samen met Tom Van Dyck acteerde hij in een aantal promotieclips voor de 0110-concerten.
In het theater stond hij op de planken met Feesten, TV versus Artist, VHS en Stopcontact bij de gezelschappen HETPALEIS en BRONKS. Hij is ook lid van de beatbox muziekgroep Off The Record. In die hoedanigheid werd hij ook geïnterviewd en trad hij op in Zomer 2008.
Van Dyck trouwde in 2007 met actrice Nathalie Meskens. Vanaf 18 september 2009 waren ze samen te zien in de telenovelle David op VTM. Toen Meskens en Van Dyck de hoofdrollen aangeboden kregen waren ze op doorreis in Azië. In een hotelkamer hebben ze twee scènes uit het script gespeeld en gefilmd en geüpload naar YouTube, waarna de makers van de serie het filmpje bekeken en de twee lieten weten dat de rollen voor hen waren. De telenovelle telde meer dan 200 afleveringen. Ze speelden ook samen een gastrol in de één-reeksen Goesting en Witse. Van Dyck en Meskens gingen in 2016 uit elkaar.
Van Dyck speelde, voor hij de rol van Free kreeg, de computerdeskundige (de wisser) in de proefopname van Het eiland. Deze proefopname had dezelfde verhaallijn als aflevering 1, maar werd nooit uitgezonden.
Vanaf februari 2020 was hij te zien als Tony Bertels, in Familie. Een rol die hij uiteindelijk een goed jaar zou gaan vertolken. Hij hernam deze rol van januari tot maart 2022. Later was hij te zien als Matteo Dusauchoit, de loopbaanbegeleider van Katja in Lisa. Ook is hij te horen in verschillende reclames in voor VTM.

## Filmografie
- Het Eiland (2004-2005) - als Frederik Van Rooy
- Suspect (2005) - als Eric
- The Sunflyers (2005) - als Tommy
- De twijfelaar (2005) - als Johan
- Point Off U (2007)
- Zone Stad (2008) - als Jan De Ridder
- De Smaak van De Keyser (2008) - als Ruben Lenaerts
- Aspe (2009) - als Alex Geerts
- David (2009-2010) - als David Verbeecke
- Goesting (2010) - als Bart
- Witse (2010) - als Kevin Demeyer
- Tegen de Sterren op (2011) - verschillende rollen
- Code 37 (2012) - als Pieter Cornelus
- De Vijfhoek (2012) - als Jan De Roo
- Wreck-It Ralph (2012) - als Clyde (stem)
- Lang Leve... (2013) - als Mauro Pawlowski
- Bowling Balls (2014) - als Jonas Claes
- Vossenstreken (2015) - als Lars Bertels
- Loslopend wild & gevogelte (2015) - verschillende rollen
- Coppers (2016) - als Frederik Briers
- Callboys (2016) - als Miguel
- Charlie en Hannah gaan uit (2017) - als piemelboy
- Connie & Clyde (2018) - als Luc
- Gina & Chantal (2019)
- Toy Story 4 (2019) - als Forky (stem)
- #LikeMe (2019-2023) - als Peter Timmers
- Familie (2020-2021, 2021, 2022) - als Tony Bertels
- Lisa (2022) - als Matteo Dusauchoit